# Raphael Eduard Liesegang
Raphael Eduard Liesegang (Elberfeld, 1º novembre 1869 – Bad Homburg vor der Höhe, 13 novembre 1947) è stato un chimico fotografo e imprenditore tedesco.